# 裤裆棋
裤裆棋，也叫憋死牛、堵茅坑、区字棋、媳婦跳井、瞎子跳井、斷兔兒、剪刀棋，是中國、朝鮮半島、蒙古流傳的兩人棋類，一般用于儿童启蒙教育用。

## 棋具
- 棋盤為缺一邊的正方形，內劃對角線，似简体中文的区字，共五個棋點。各地也有類似圖案[3][4]。

- 雙方各執兩子，以顏色區分敵我。

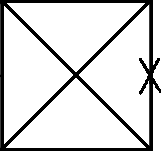
褲襠棋棋盤的一種
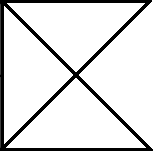
褲襠棋棋盤的一種
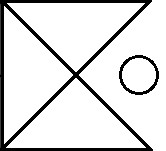
褲襠棋棋盤的一種
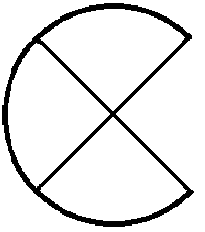
褲襠棋棋盤的一種

## 棋規
- 初始布置為兩方棋子擺於對邊的各角點。
- 每人輪流動一子，皆須需沿線移至鄰近的空棋點。先行方第一手不能阻塞敵方。
- 無法移動者輸掉遊戲。[5][2]